# Ликсна (метеорит)
Ликсна — метеорит-хондрит весом 5290 грамм.
После падения каменного метеорита Ликсна, случившегося 12 июля 1820 г. в Динабургском уезде Витебской губ. (в настоящее время территория Даугавпилсского края Латвии), был найден один камень весом «более пуда». Он был извлечен из глины с глубины «10 футов». Другой камень упал в озеро, причем были видны высоко взметнувшиеся брызги воды. Наблюдалось падение и третьего камня, однако оба последних экземпляра найдены не были.